# 弗農 (德克薩斯州)
弗農（英語：Vernon）是一個位於美國德克薩斯州威爾巴格縣的城市。根據2010年美國人口普查，該地共人口11002人，而該地的面積約為21.00平方千米。同時該地也是威爾巴格縣的縣治。

## 地理
弗農的座標為35°26′43″N 100°16′15″W / 35.44528°N 100.27083°W，而該地的平均海拔高度為361米（即1184英尺）。